# كيفين كوركوران
كيفين كوركوران (بالإنجليزية: Kevin Corcoran)‏ هو مخرج وممثل أمريكي، ولد في 10 يونيو 1949 بسانتا مونيكا في الولايات المتحدة، وتوفي في 6 أكتوبر 2015 ببربانك في الولايات المتحدة. من الجوائز التي نالها دزني ليجندز (اساطير دزني) سنة 2006.

## أعمال

### أفلام
- (1954) قصة جلين ميلر

## جوائز
- دزني ليجندز (اساطير دزني) (2006)

## وصلات خارجية
- كيفين كوركوران على موقع IMDb (الإنجليزية)
- كيفين كوركوران على موقع ألو سيني (الفرنسية)
- كيفين كوركوران على موقع أول موفي (الإنجليزية)
- كيفين كوركوران على موقع قاعدة بيانات الأفلام السويدية (السويدية)
- كيفين كوركوران على موقع إن إن دي بي (الإنجليزية)
- كيفين كوركوران على موقع ديسكوغز (الإنجليزية)
- كيفين كوركوران على موقع قاعدة بيانات الفيلم (الإنجليزية)
- كيفين كوركوران على موقع كينوبويسك (الروسية)